# Jaime Baldeón
Jaime Fernando Baldeón Hartwig (Sangolquí, 25 febbraio 1959) è un ex calciatore ecuadoriano, di ruolo attaccante.

## Carriera

### Club
Ha sempre giocato nel campionato ecuadoriano.

### Nazionale
Con la maglia della Nazionale ha partecipato alla Copa América nel 1987.